# 田久保修平
田久保 修平（たくぼ しゅうへい、1978年6月20日 - ）は、日本の男性声優。茨城県出身。賢プロダクション所属。

## 人物
特技は麻雀。趣味はゲーム、パチスロ、NBA観戦。
基本的に酒を飲まなかったものの、ある番組をきっかけに呑んだくれになる。

## 出演
太字はメインキャラクター。

### テレビアニメ
2005年
- 戦国英雄伝説 新釈 眞田十勇士 The Animation

2006年
- こてんこてんこ（住民B）
- NANA（CDショップ店員）
- ふしぎ星の☆ふたご姫（村人）

2007年
- 天保異聞 妖奇士（廓主人）

2008年
- ネオ アンジェリーク Abyss -Second Age-（作業員）

2009年
- 銀魂（2009年 - 2011年、DJ純二郎、店員、KIYOSHI、屋台の親父、チューパットの酎兄弟〈兄〉 他） - 2シリーズ
- 黒執事（2009年 - 2010年、男、鉄道好きの男）
- コケッコーさん（ガスパール博士）
- 咲-Saki-（警備員）
- 乃木坂春香の秘密 ぴゅあれっつぁ♪（カメラマン、音響監督）

2010年
- キディ・ガーランド（軍警察B）
- 世紀末オカルト学院（会社員）
- 聖痕のクェイサー（科学者、伍長）
- ソ・ラ・ノ・ヲ・ト（店の客、司令官）
- テガミバチ REVERSE（絵の具屋、老人）
- 伝説の勇者の伝説（Lunan Mage Knight、Orderly） - 「Shuhei Takubo」名義
- パンティ&ストッキングwithガーターベルト（バイカー、司会者、軍曹、運転手、シュガースクリーム 他）

2011年
- ダンボール戦機（2011年 - 2013年、オタクロス） - 2シリーズ
- NO.6（黄昏の家の職員）
- BLEACH（隊士B）

2013年
- 革命機ヴァルヴレイヴ（老人のマギウス）
- ガンダムビルドファイターズ（店員）
- 進撃の巨人（2013年 - 2022年、住民、ダズ、グンタ祖父） - 2シリーズ
- はじめの一歩 Rising（観客）
- ポケットモンスター THE ORIGIN

2014年
- パックワールド（カンファランス博士、バットラー）
- 妖怪ウォッチ（サラリーマン）

2015年
- アイカツ!（長澤利夫、男子アナ）

2016年
- 甲鉄城のカバネリ（老人）

2018年
- クレヨンしんちゃん（2018年 - 2024年、修理屋さん、鷹ノ巣）
- ドラえもん（テレビ朝日版第2期）（親方）

2021年
- 装甲娘戦機（オタクロス）

2023年
- 忍たま乱太郎（山賊）

2024年
- オーイ!とんぼ（初老男性）
- シンカリオン チェンジ ザ ワールド（シオン祖父）

### 劇場アニメ
2010年
- 宇宙ショーへようこそ
- 劇場版 銀魂 新訳紅桜篇

2012年
- 映画かいけつゾロリ だ・だ･だいぼうけん!
- 劇場版イナズマイレブンGO vs ダンボール戦機W（オタクロス）

### OVA
2014年
- 進撃の巨人（ダズ）※原作単行本14巻OAD付き限定版

### webアニメ
- PLUTO（2023年、証言者）

### ゲーム
2004年
- 幻想水滸伝IV（トリスタン）

2005年
- Rhapsodia（トリスタン）

2008年
- Fallout 3（グリフォン、男性レイダー、男性グール等）

2009年
- アークライズファンタジア
- Fallout: New Vegas（ハーランド）

2011年
- ファイナルファンタジー零式（カロン曹長）

2012年
- 時と永遠 〜トキトワ〜

2013年
- NORN9 ノルン+ノネット

2017年
- ファイアーエムブレム Echoes もうひとりの英雄王（ジュダ）

2018年
- 進撃の巨人2（ダズ）

2022年
- ファイアーエムブレム ヒーローズ（2022年 - 2025年、セイラム、ジュダ）

2023年
- ストリートファイター6（市民）

2025年
- ドンキーコング バナンザ（シマウマ長老）

### ドラマCD
- Yourすいーとほーむ（客）
- 烈風の騎士姫（酔客）

### 吹き替え

#### 映画
- アルティメット2 マッスル・ネバー・ダイ
- エンジェル ウォーズ
- 世界侵略: ロサンゼルス決戦
- D-WARS ディー・ウォーズ
- ナルニア国物語 ライオンと魔女 アニメーション
- ホーム・チーム（ジェイミー〈ロブ・シュナイダー〉）

#### テレビドラマ
- アルフ ファイナル・スペシャル
- クリミナル・マインド FBI行動分析課
- ザ・パシフィック
- しあわせの処方箋
- 主任警部アラン・バンクス
- スパルタカス ゴッド・オブ・アリーナ
- ダークエイジ・ロマン 大聖堂
- Nightflyers/ナイトフライヤー
- 私はラブ・リーガル

#### アニメ
- あぁ、レイモンド!（ニコス）
- アベンジャーズ 地球最強のヒーロー（ジーモ）
- カーズ2
- スター・ウォーズ/クローン・ウォーズ (テレビアニメ)（マク・ブレイン）
- ランゴ（スタンプ）

### 特撮
- 仮面ライダードライブ（ロイミュード065 / ジャッジロイミュードの声）

### ボイスオーバー
- Lcfx
- 神話と伝説をめぐる旅
- Tiger Attack
- 発見!中世ベニスの宝舟
- ビデオゲームの歴史
- Flight175
- ヘリオス航空墜落の謎
- ペルー日本人大使館人質事件
- マーサ・スチュワート・リビング
- レーガン暗殺未遂

### CM
- TVCM FRAME ダンボール戦機 コンプリートソングブック（ナレーション、オタクロスとして）

### シリーズ一覧
1. ↑  第1期（2009年）、第2期『銀魂’』（2011年）
2. ↑  第1期（2011年 - 2012年）、第2期『W』（2012年 - 2013年）
3. ↑  第1期（2013年）、The Final Season Part 2（2022年）